# Memphis (Michigan)
Memphis ist eine Stadt in den USA im Staat Michigan. Sie hat eine Fläche von 3 km². Das U.S. Census Bureau hat bei der Volkszählung 2020 eine Einwohnerzahl von 1.084 ermittelt. Memphis wurde im Jahr 1835 gegründet. Die Stadt liegt am Fluss Belle River.